# Krzysztof Ruchniewicz
Krzysztof Henryk Ruchniewicz (ur. 27 stycznia 1967 we Wrocławiu) – polski historyk, niemcoznawca, profesor tytularny, fotografik, bloger i podcaster. Od 2002 kierownik katedry historii najnowszej w Centrum Studiów Niemieckich i Europejskich im. Willy’ego Brandta Uniwersytetu Wrocławskiego, od 2024 dyrektor Instytutu Solidarności i Męstwa im. Witolda Pileckiego.

## Życiorys
Studia historyczne na Uniwersytecie Wrocławskim, Universität des Saarlandes w Saarbrücken oraz Phillips-Universität w Marburgu; praca magisterska (1991) pt. Enno Meyer a Polska i Polacy. Z badań nad początkami Wspólnej Komisji Podręcznikowej PRL-RFN (opiekun naukowy prof. dr hab. Wojciech Wrzesiński); rozprawa doktorska (2000) pt. Warszawa-Berlin-Bonn. Stosunki polityczne w latach 1949–1958 (promotor prof. dr hab. Wojciech Wrzesiński); rozprawa habilitacyjna (2007) pt. Polskie zabiegi o odszkodowania niemieckie w latach 1944/45-1975.
Od 2009 r. profesor nadzwyczajny Uniwersytetu Wrocławskiego, w 2013 r. uzyskał tytuł profesora nauk humanistycznych; pracownik naukowy w Instytucie Historycznym Uniwersytetu Wrocławskiego (od 1991 r.); dyrektor Centrum Studiów Niemieckich i Europejskich im. W. Brandta Uniwersytetu Wrocławskiego (2002–2007 i 2009–2024) i kierownik katedry historii najnowszej w tym Centrum (2002–2007 i od 2009); w roku akademickim 2019–2020 był przewodniczącym Rady Dyscypliny Naukowej Historia; w 2020 roku został wybrany na członka Senatu Uniwersytetu Wrocławskiego na kadencję 2020–2024.
W 2021 r. przyjęto go w poczet członków Instytutu Kaszubskiego w Gdańsku. 13 czerwca 2024 został mianowany pełnomocnikiem Ministra Spraw Zagranicznych RP do spraw polsko-niemieckiej współpracy społecznej i przygranicznej. W listopadzie tego samego roku został powołany na stanowisko dyrektora Instytutu Solidarności i Męstwa im. Witolda Pileckiego. 
Wprowadzane w Instytucie Pileckiego zmiany, które przekształcają go w placówkę naukową, wywołały powtarzające się ataki ze strony polityków i mediów prawicowych. W sierpniu 2025 roku stał się obiektem brutalnych ataków ze strony ugrupowań nacjonalistycznych, które na podstawie zmyślonych zarzutów oskarżyły go o rzekome zamiary zwracania Niemcom przez Polskę dóbr kultury. 
5 sierpnia w wyniku likwidacji stanowiska przestał pełnić funkcję pełnomocnika MSZ do spraw polsko-niemieckiej współpracy społecznej i przygranicznej.14 sierpnia odwołał Hannę Radziejowską ze stanowiska dyrektora Berlińskiej Fili Instytutu Pileckiego co zostało odebrane jako akt zemsty., ów akt zmotywował słowami "ostatnie działania Radziejowskiej poważnie podważyły zaufanie u pracodawcy"

## Nagrody i odznaczenia
- 2011: Złoty Krzyż Zasługi przyznany przez prezydenta RP, Bronisława Komorowskiego „za zasługi na rzecz rozwoju nauki”[14].
- 2019: Krzyż Zasługi na Wstędze Orderu Zasługi RFN (Niemcy) „za zaangażowanie na rzecz przyjaźni polsko-niemieckiej oraz jego pracę naukową w tym obszarze”[15][16].
- 2021: Medal upamiętniający 30 rocznicę Pokojowej Rewolucji i Zjednoczenia Niemiec „Sachsen – Land der Friedlichen Revolution” za szczególne zasługi dla relacji polsko-niemieckich i zaangażowanie obywatelskie[17].
- 2023: Laureat nagrody Europejskiego Uniwersytetu Viadrina we Frankfurcie nad Odrą, Viadrina-Preis(inne języki), przyznawanej od 1999 r. W uzasadnieniu podkreślono m.in. jego wybitne zasługi na rzecz porozumienia polsko-niemieckiego i idei europejskiej. Kuratorium nagrody postanowiło uhonorować prof. Ruchniewicza jako „znanego badacza, zaangażowanego pedagoga, krytycznego publicystę i odważnego intelektualistę, który łączy historyczne doświadczenie ze współczesną perspektywą”[18].

## Monografie i redakcje
- Partyjna kampania reparacyjna PiS („Die Reparationskampagne” der Partei Recht und Gerechtigkeit), redakcja naukowa (herausgegeben von): Jan Barcz, Krzysztof Ruchniewicz, Wrocław 2024.
- Ein symbolischer Akt. Deutsche Entschädigungsleistungen für die Opfer nationalsozialistischer Verbrechen in Polen. Die „pragmatische Formel” im Spiegel der Vereinbarungen der Jahre 1991 und 2000, hrsg. von Jan Barcz und Krzysztof Ruchniewicz, Wroclaw-Warszawa 2023.
- Akt symboliczny. Świadczenia z Niemiec dla ofiar zbrodni nazistowskich w Polsce. Formuła „pragmatyczna” w świetle porozumień z lat 1991 i 2000, pod red. Jana Barcza i Krzysztofa Ruchniewicza, Wrocław-Warszawa 2023.
- „Trzeba pracować, a Bóg da albo nie da…” Konferencja jubileuszowa z okazji 55-lecia nadania Hubertowi Orłowskiemu stopnia naukowego doktora nauk humanistycznych (13 kwietnia 1967 roku), pod red. Krzysztof Ruchniewicz i Marka Zybury, Wrocław: Wydawnictwo Centrum Studiów Niemieckich i Europejskich im. Willy’ego Brandta Uniwersytetu Wrocławskiego, 2022.
- Hubertus Orłowski. Doctor Honoris Causa. Universitatis Studiorum Wratislaviensis, pod red. Krzysztofa Ruchniewicza i Marka Zybury, Wrocław 2022.
- Hubertus Orłowski. Doctor Honoris Causa. Universitatis Studiorum Wratislaviensis, pod red. Krzysztofa Ruchniewicza i Marka Zybury, Wrocław: Wydawnictwo Centrum Studiów Niemieckich i Europejskich im. Willy’ego Brandta Uniwersytetu Wrocławskiego 2022.
- Ein historischer Akt. 30 Jahre Vertrag über Vertrag über die Bestätigung der deutsch-polnischen Grenze an Oder und Lausitzer Neiße, hrsg. von Jan Barcz und Krzysztof Ruchniewicz, Wroclaw–Warszawa: Dom Wydawniczy Elipsa, 2022.
- Śląski Kwartalnik Historyczny, Krzysztof Ruchniewicz (red.), 2021, nr 2, „Sobótka”.
- Słownik współczesnej kultury krajów języka niemieckiego, pod red. Krzysztofa Ruchniewicza i Marka Zybury, t. 2, Poznań: Wydawnictwo Nauka i Innowacje, 2021.
- Krzysztof Ruchniewicz (ed.): The Power of Images. In: Public History Weekly 9 (2021) 5, DOI: dx.doi.org/10.1515/phw-2021-18463.
- Akt der guten Nachbarschaft: 30 Jahre Vertrag über gute Nachbarschaft und freundschaftliche Zusammenarbeit zwischen Polen und Deutschland, hrsg. von Krzysztof Ruchniewicz und Jan Barcz, Wrocław-Warszawa: Dom Wydawniczy Elipsa, 2021.
- Akt dobrosąsiedzki. 30 lat Traktatu polsko-niemieckiego o dobrym sąsiedztwie i przyjaznej współpracy, pod red. Jana Barcza i Krzysztofa Ruchniewicza, Wrocław–Warszawa: Dom Wydawniczy Elipsa, 2021.
- Akt normalizacyjny. 50 lat Układu o podstawach normalizacji stosunków PRL–RFN z 7 grudnia 1970 roku, pod red. Jana Barcza i Krzysztofa Ruchniewicza, Wroclaw–Warszawa: Dom Wydawniczy Elipsa, 2021.
- Akt historyczny. 30 lat Traktatu o potwierdzeniu granicy polsko-niemieckiej na Odrze i Nysie Łużyckiej, pod red. Jana Barcza i Krzysztofa Ruchniewicza, Wroclaw–Warszawa: Dom Wydawniczy Elipsa, 2021.
- The End of World War II. In: Public History Weekly 8 (2020) 5, DOI: dx.doi.org/10.1515/phw-2020-16308.
- Public History and Ethics. Monthly Editorial Jan 2020. In: Public History Weekly 8 (2020) 2, DOI: dx.doi.org/10.1515/phw-2020-14900.
- Krzysztof Ruchniewicz, Marek Zybura (Hg.), Deutschsprachige Nobelpreisträger für Literatur, Dresden: Neisse Verlag, 2019.
- Niemieckojęzyczni laureaci literackiej Nagrody Nobla, pod red. Marka Zybury i Krzysztofa Ruchniewicza, wyd. 2., zmienione i uzupełnione, Poznań: Nauka i Innowacje, 2019.
- Słownik współczesnej kultury krajów języka niemieckiego, Tom I, pod red. Krzysztofa Ruchniewicza i Marka Zybury, Poznań 2019.
- Schauplatz Geschichte. Entdecken und Verstehen in den deutsch-polnischen Beziehungen, Berlin: dpgbv, 2018.
- Kreisau neu gelesen. Aus dem Polnischen von Sabine Stekel, mit einem Nachwort von Annemarie Franke, Dresden: Sonderausgabe der Sächsischen Landeszentrale für politische Bildung, 2018.
- Kreisau neu gelesen. Aus dem Polnischen von Sabine Stekel, mit einem Nachwort von Annemarie Franke, Dresden: Neisse Verlag, 2018.
- Krzyżowa ponownie (od)czytana, Wrocław: Oficyna Wydawnicza Atut, 2017.
- (wraz z Arno Herzigiem i Małgorzatą Ruchniewicz), Śląsk i jego dzieje, Wrocław: Via Nova, 2012.
- “Noch ist Polen nicht verloren”. Das historische Denken der Polen, Münster, Hamburg, Berlin, Wien, London: Lit-Verlag, 2007 (Mittel- und Osteuropastudien).
- Polskie zabiegi o odszkodowania niemieckie w latach 1944/45–1975, Wrocław: Wydawnictwo Uniwersytetu Wrocławskiego, 2007 (Historia CLXXIV).
- (wraz z Małgorzatą Ruchniewicz, Tobiasem Wegerem oraz Kazimierzem Wóycickim), Zrozumieć historię – kształtować przyszłość. Stosunki polsko-niemieckie w latach 1933–1949. Materiały pomocnicze do historii, pod red. Kingi Hartmann, wyd. 1, Wrocław-Drezno: Gajt, 2007 (Projekt Interreg III A „Zrozumieć historię – kształtować przyszłość” Saksońskiej Agencji Oświatowej – Oddział w Budziszynie).
- Zögernde Annäherung. Studien zur Geschichte der deutsch-polnischen Beziehungen im 20. Jahrhundert, Dresden: Thelem, 2005.
- (wraz z Andrzejem Małkiewiczem i Łukaszem Kamińskim), Opór społeczny w Europie Środkowo-Wschodniej w latach 1948–1953 na przykładzie Polski, NRD i Czechosłowacji, Wrocław 2004.
- Warszawa-Berlin-Bonn. Stosunki polityczne 1949–1958, Wrocław: Wydawnictwo Uniwersyteckie, 2003 (Monografie Centrum Studiów Niemieckich i Europejskich im. Willy Brandta, 3).
- Edukacja europejska. Europa daleka czy bliska?, Warszawa-Wrocław: PPWK, 2002.
- Adenauer a Europa. Polityka europejska pierwszego kanclerza RFN (1949–1963), wyd. III, Warszawa 2001 (Polityka 6).
- Twórcy zjednoczonej Europy. Z dziejów integracji europejskiej w XX wieku, Kłodzko: Kłodzkie Towarzystwo Oświatowej, 2000 (Od Europy do Europy przez Europę. Część pierwsza materiałów dydaktycznych pomocnych w prowadzeniu lekcji o Europie).
- (wraz z Andrzejem Małkiewiczem) Pierwszy znak solidarności. Polskie odgłosy powstania ludowego w NRD w 1953 r., Wrocław 1998.
- Od podziału do jedności. Inicjatywy integracyjne w Europie w XX w. Wybór źródeł dla szkół ponadpodstawowych, Wrocław 1996 (Zeszyty Informacyjne Centrum Integracji Europejskiej im. Konrada Adenauera przy Wydziale Prawa i Administracji Uniwersytetu Wrocławskiego).
- Enno Meyer a Polska i Polacy (1939–1990). Z badań nad początkami Wspólnej Komisji Podręcznikowej PRL-RFN, Wrocław 1994 (Prace historyczne VII).

Pełny wykaz zamieszczono w bazie publikacji Biblioteki Uniwersytetu Wrocławskiego.

## Wystawy
- „Małe Essen”. Polsko-niemieckie miejsce (nie-)pamięci. Wystawa fotograficzna (Miejsce Pamięci Ravensbrück, 24.05.2024[20], Fundacja „Krzyżowa, 25.09.2025[21], Miejsko-Gminne Centrum Kultury, Jelcz-Laskowice, 24.01.2025[22], Szkoła Podstawowa im. Maratończyków Polskich, 26.02.2025[23]).

## Członkostwo w gremiach naukowych, eksperckich i popularyzujących naukę
- Wiceprzewodniczący kuratorium Centrum Dokumentacji Kultura i Historia Polaków w Niemczech
- Członek rady fundacji Stiftung Ettersberg. Europäische Diktaturforschung – Aufarbeitung der SED-Diktatur – Gedenkstätte Adreasstraße
- Członek rady naukowej Stiftung Bayerische Gedenkstätten(inne języki)
- Członek prezydium Polsko-Niemieckiej Komisji Podręcznikowej (ponownie, od 2024)
- Członek rady naukowej Historisch-Technisches Museum Peenemünde GmbH
- Wiceprzewodniczący rady naukowej Volksbund Deutsche Kriegsgräberfürsorge(inne języki) e. V.
- Członek rady kuratorów Zakładu Narodowego im. Ossolińskich VI kadencji[24]
- Członek Kuratorium Stiftung Kulturwerk Schlesien
- Członek Verband der Historiker und Historikerinnen Deutschlands(inne języki) e. V.
- Członek Historische Kommission für Schlesien(inne języki)
- Członek Kuratorium Komitee zur Förderung der dt.-franz.-pln. Zusammenarbeit
- Członek Stowarzyszenia Historyków Fotografii
- Członek Stowarzyszenia Leica Historica e. V.
- Członek Kuratorium Federalnego Związku Towarzystw Niemiecko-Polskich[25]
- Członek Grupy Kopernika (1999–2015)
- Przewodniczący Rady Dyscypliny Naukowej Historia (2019–2020)
- Wiceprezes Wrocławskiego Towarzystwa Miłośników Historii (2002–2008)
- Członek rady naukowej Hannah-Arendt-Institut(inne języki) w Dreźnie (2006–2014)
- Członek rady naukowej Niemieckiego Instytutu Historycznego w Warszawie (2009–2013)
- Członek zarządu Verein zur Pflege Schlesischer Kunst und Kultur (2004–2008)
- Członek Miejsce Pamięci w Krzyżowej Fundacji „Krzyżowa” dla Porozumienia Europejskiego (2002–2014)
- Członek rady naukowej Stiftung „Flucht, Vertreibung, Versöhnung” (2010–2015)
- Członek prezydium Polsko-Niemieckiej Komisji Podręcznikowej (1999–2018)
- Członek rady naukowej Willy-Brandt-Stiftung w Berlinie (2008–2018)
- Członek rady naukowej Instytutu Herdera w Marburgu (2014-2022)

## Członkostwo w radach naukowych i redakcjach czasopism
- Współwydawca międzynarodowego Internetowego pisma naukowego „Public History Weekly(inne języki)”
- Członek rady naukowej „Jahrbuch für Kommunismusforschung”
- Członek rady naukowej „Inter Finitimos”
- Członek rady naukowej „Zeithistorische Forschungen”
- Członek redakcji czasopisma „Silesia Nova”
- Przewodniczący komitetu redakcyjnego „NRD. Polityka-Społeczeństwo/Kultura”
- Członek komitetu redakcyjnego Polskie Dokumenty Dyplomatyczne
- Członek komitetu redakcyjnego Monografie CSNiE U. Wr.
- Członek komitetu redakcyjnego Roczniki CSNiE U. Wr.
- Członek komitetu redakcyjnego Raporty CSNiE U. Wr.d
- Członek komitetu redakcyjnego Warsztaty CSNiE U. Wr.
- Członek komitetu redakcyjnego „Studia Brandtiana. Translationes”
- Członek komitetu redakcyjnego „Studia Brandtiana”
- Członek komitetu redakcyjnego „Niemcy-Media-Kultura”
- Sekretarz techniczny Śląskiego Kwartalnika Historycznego „Sobótka” (1999–2009)

## Hobby
Nagrywa dwa podcasty, jeden z prof. Przemysławem Wiszewskim pt. 2historyków1mikrofon jest poświęcony historii i drugi o historii aparatu małoobrazkowego „Leica” pt. wielkahistoriamalegoaparatu. Jest autorem lub współautorem jednej strony internetowej, Z warsztatu niemcoznawcy oraz dwóch blogów, jednego z historii (Blog i Historia) i jednego z fotografii (Blog i fotografia). W chwilach wolnych sam fotografuje. Opublikował książki fotograficzne: Rzym w trzech odsłonach; Nadodrze. Trzy kominy w trzy dni; Krzyżowa. Podróż w czasie i przestrzeni; Krzyżowa / Kreisau. Eine Reise durch Raum und Zeit; Niemy krzyk; Cartagena. Miasto kontrastów; „Stalinowski gotyk”. Al. im. Stalina w Berlinie; Miasto pięciu wież; Warszawa miasto kontrastów; Willa Hadriana. Brama do antycznego mikrokosmosu; Krzeszów; Powrót do przeszłości; Mała czarna; Un caffè nero vicino al Pantheon.